# Liste der italienischen Orden und Ehrenzeichen
Diese Liste gibt einen Überblick über Orden und Ehrenzeichen Italiens sowie über die Ritterorden und Auszeichnungen italienischer Staaten vor der Einigung des Landes im Jahr 1861.
Die Aufzählungen in den nachstehenden Abschnitten sind nicht immer vollständig.

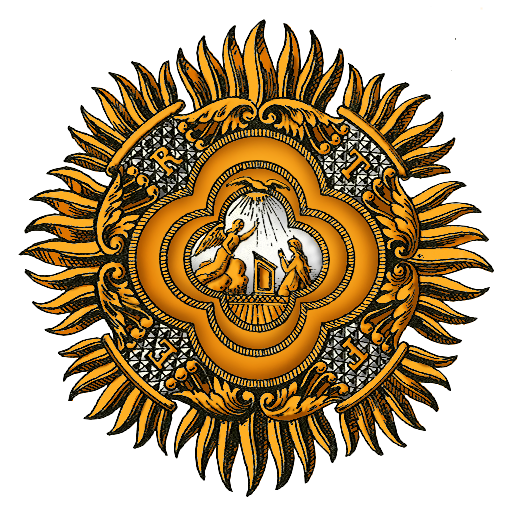
Bruststern des Annunziaten-Ordens

## Italienische Republik
Die Italienische Republik besteht seit 1946. Einige Orden und Ehrenzeichen wurden vom Königreich Italien und vom Königreich Sardinien übernommen. Dies ist an den in Klammern nachgestellten Stiftungsjahren zu erkennen.

### Orden

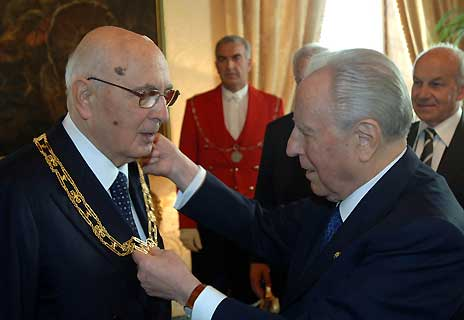
Die Präsidenten Napolitano und Ciampi 2006 bei der Übergabe der Collane des
Verdienstordens der Italienischen Republik

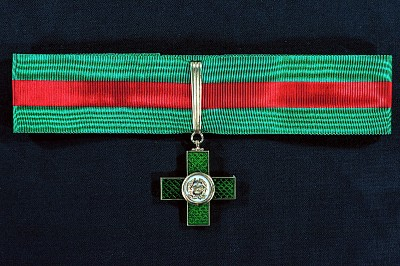
Insigne eines Ritters des Arbeitsverdienstordens

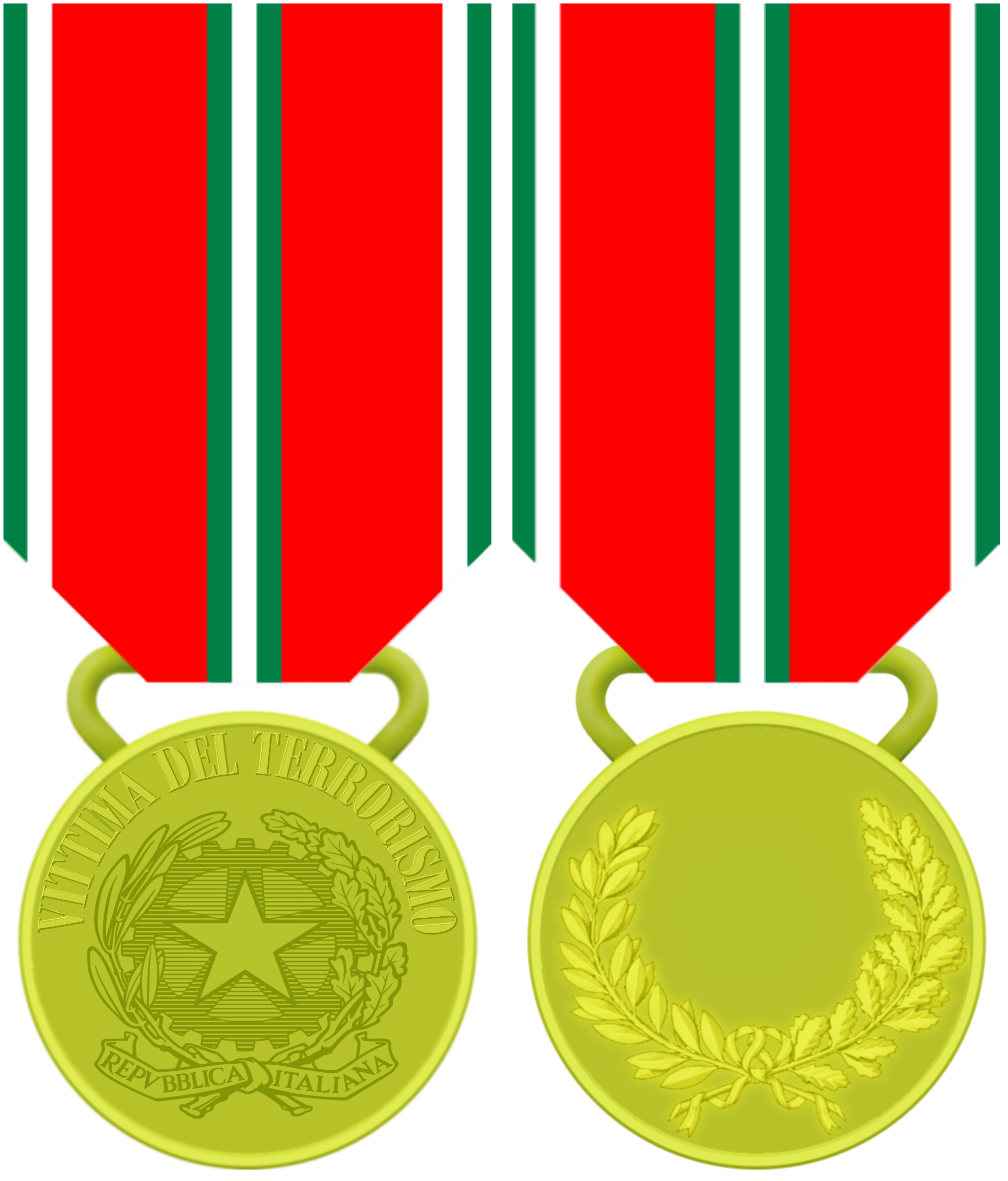
Erinnerungsmedaille für Terrorismusopfer (2007)

- Verdienstorden der Italienischen Republik (1951)
- Militärorden von Italien (1815, bis 1947 Militärorden von Savoyen genannt)
- Arbeitsverdienstorden (1901)
- Orden des Sterns von Italien (1947, bis 2011 Orden des Sterns der italienischen Solidarität genannt)
- Vittorio-Veneto-Orden (1968, Veteranenorden, ruht seit 2008)

### Ehrenzeichen
- Militärische Tapferkeitsmedaille (1793)
- Marine-Tapferkeitsmedaille (1836)
- Mauritianische Medaille für 50 Jahre Militärdienst (1839)
- Zivile Tapferkeitsmedaille (1851)
- Italienische Rettungsmedaille zur See (1860)
- Medaille für Verdienste um die öffentliche Gesundheit (1884/1918)
- Medaille für Verdienste um die Volkserziehung (1891)
- Dienstalterskreuz (1900)
- Dienstaltersmedaille der Seefahrt (1904)
- Dienstalterskreuz für die Finanzwache (1905)
- Kriegsverdienstkreuz (1918)
- Kriegskreuz für Tapferkeit (1922)
- Arbeitsverdienststern (1923)
- Luftwaffen-Tapferkeitsmedaille (1927)
- Dienstaltersmedaille für Kommandeure (1935)
- Dienstaltersmedaille der Militärluftfahrt (1928)
- Kulturverdienstmedaille (1950)
- Medaille für Verdienste um die öffentlichen Finanzen (1955)
- Zivile Verdienstmedaille (1956)
- Luftwaffenverdienstmedaille (1966)
- Heeres-Tapferkeitsmedialle (1974)
- Heeres-Verdienstkreuz (1974)
- Marine-Verdienstmedaille (1997)
- Umweltverdienstmedaille (1998)
- Carabinieri-Tapferkeitsmedaille (2000)
- Carabinieri-Verdienstkreuz (2000)
- Guardia-di-Finanza-Tapferkeitsmedaille (2001)
- Guardia-di-Finanza-Verdienstkreuz (2001)
- Zivilschutz-Verdienstmedaille (2004)
- Ehrenkreuz für Terrorismusopfer im Ausland (2005)
- Ehrenmedaille für Deportierte und Internierte in NS-Konzentrationslagern (2006)
- Erinnerungsmedaille für Terrorismusopfer (2007)
- Tourismusverdienstmedaille (2011)

### Regionen und Provinzen
Italienische Regionen und autonome Provinzen haben eigene Orden und Ehrenzeichen. Nachstehend eine Auswahl:
- Sankt-Georgs-Kreuz (Ligurien, 2006)
- Sardus-Pater-Medaille (Sardinien, 2007)
- Verdienstorden des Landes Südtirol (Südtirol, 2008)
- Rosa Camuna (Lombardei, 2009)

## Italienische Sozialrepublik
Die faschistische Italienische Sozialrepublik existierte von September 1943 bis April 1945 unter deutschem Schutz in Norditalien (bis Sommer 1944 auch in Mittelitalien). Daneben bestand das von den Alliierten besetzte Königreich Italien bis 1946 fort.
- Orden vom römischen Adler (1944)
- Orden der heiligen Patrone Italiens (1945)

## Königreich Italien

Wappen des Königreichs Italien 1890 mit den damals bestehenden Orden: Orden der Krone von Italien, der Heiligen Mauritius und Lazarus, Annunziaten-Orden, Militär- und Zivilorden von Savoyen (von heraldisch rechts nach links)

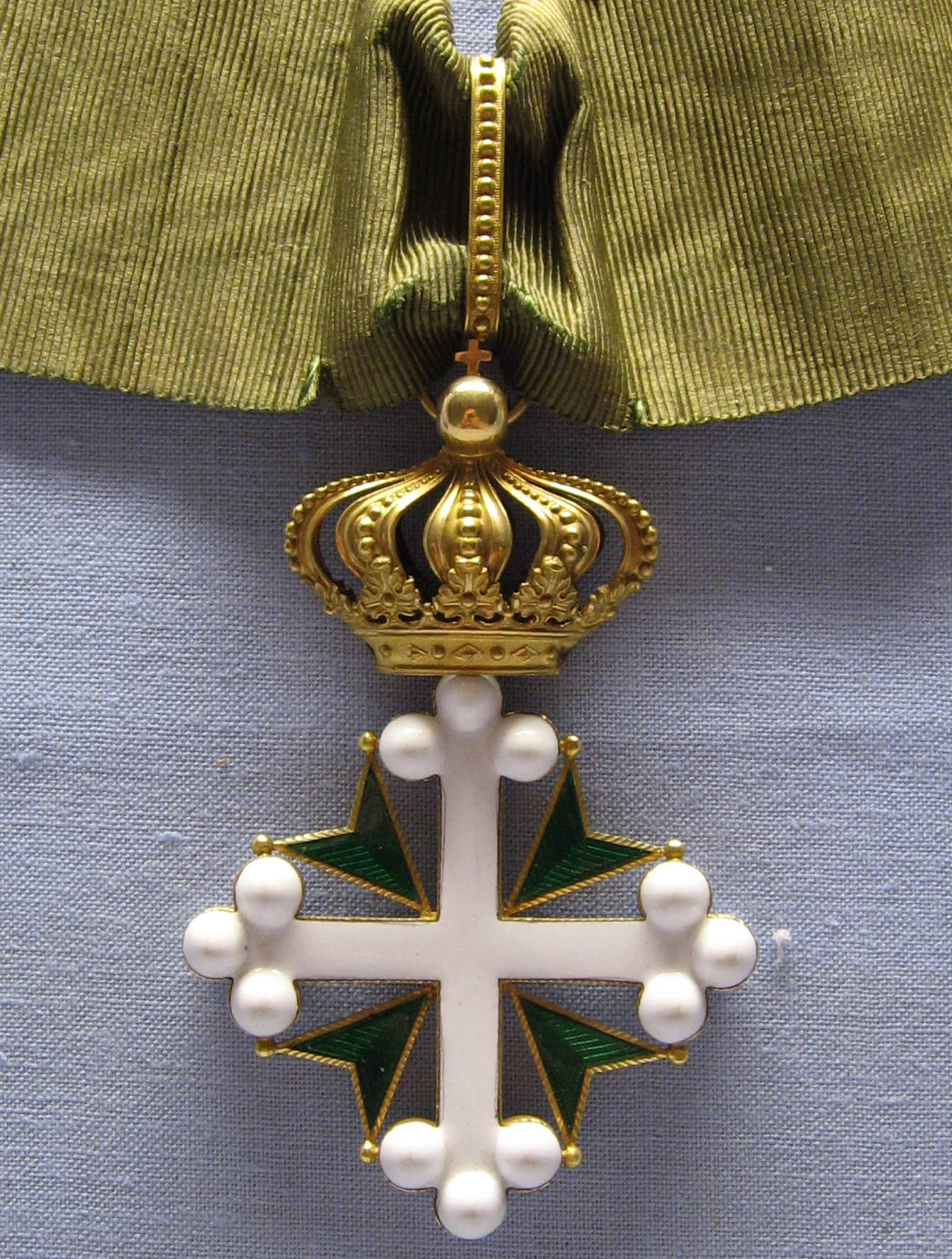
Komturkreuz des Ritterordens der hl. Mauritius und Lazarus

Goldene Tapferkeitsmedaille

Das Königreich Italien entstand 1861 aus dem Königreich Sardinien, das 1720 an das in Turin residierende Haus Savoyen gefallen war. Das zentrale Herrschaftsgebiet des Hauses Savoyen umfasste Piemont, Savoyen und die Grafschaft Nizza, ab 1720 Sardinien, ab 1815 Ligurien und ab dem Risorgimento ganz Italien. Nachstehende Aufzählung bezieht sich auf das Haus Savoyen und dessen Herrschaftsgebiet, dessen Orden und Ehrenzeichen somit fortbestanden (wiederum zu erkennen an den in Klammern nachgestellten Stiftungsjahren). 

### Orden
- Annunziaten-Orden (1362)
- Orden der Heiligen Mauritius und Lazarus (1572)
- Militärorden von Savoyen (1815)
- Zivilverdienstorden von Savoyen (1831)
- Orden der Krone von Italien (1868)
- Arbeitsverdienstorden (1901)
- Kolonial-Orden vom Stern von Italien (1914)
- Orden vom römischen Adler (1942)

### Ehrenzeichen
- Militärische Tapferkeitsmedaille (1793)
- Marine-Tapferkeitsmedaille (1836)
- Sardinische Krim-Medaille (1839)
- Zivile Tapferkeitsmedaille (1851)
- Italienische Rettungsmedaille zur See (1860)
- Erinnerungsmedaille der Tausend bei Marsala Gelandeten (1861)
- Verdienstmedaille der Befreiung der Stadt Rom (1870)
- Medaille für die Ehrenwache an den Königsgräbern (1879)
- Gedenkmedaille zur Einheit Italiens (1883)
- Medaille für Verdienste um die öffentliche Gesundheit (1884/1918)
- Medaille für Verdienste um die Volkserziehung (1891)
- Erinnerungsmedaille für Rettung aus Gefahr
- Gedenkmedaille um die Feldzüge in Afrika (1894)
- Dienstalterskreuz (1900)
- Erinnerungsmedaille an den Chinesischen Feldzug (1901)
- Dienstalterskreuz für die Finanzwache (1905)
- Dienstaltersmedaille der Militärluftfahrt
- Dienstaltersmedaille der Strafanstaltbeamten
- Medaille „Für Verdienste um das Hilfswerk bei dem Erdbeben in Kalabrien und Sizilien“ (1909)
- Erinnerungsmedaille an das Erdbeben in Kalabrien und Sizilien (1909)
- Erinnerungsmedaille an den italienisch-türkischen Krieg (1912)
- Libyen-Feldzugmedaille (1913)
- Erinnerungsmedaille an das Erdbeben in den Abruzzen (1915)
- Ehrenabzeichen für Schwerkriegsverletzte
- Ehrenabzeichen für Schwerkriegsverletzte des Krieges 1915–1918 (1915)
- Tripolitanien-Feldzugsmedaille (1915)
- Kriegsverdienstkreuz (1918)
- Verdienstmedaille für das Personal der Handelsschiffahrt (1918/1923)
- Verdienstmedaille für das Personal der Eisenbahngesellschaft (1918/1923)
- Ehrenabzeichen für die Väter der Gefallenen (1919)
- Ehrenabzeichen für Kriegswaisen (1919)
- Medaille der nationalen Dankbarkeit für Mütter und Witwen von Gefallenen (1919/1945)
- Erinnerungsmedaille an den italienisch-österreichischen Krieg (1920)
- Siegesmedaille (1920)
- Kriegskreuz für Tapferkeit (1922)
- Erinnerungsmedaille der Fiume-Expedition
- Erinnerungsmedaille des Marsches auf Rom (1923)
- Verdienstmedaille für die Freiwilligen des italienisch-österreichischen Krieges 1915–1918 (1923)
- Sonderauszeichnung für die irredentistischen Freiwilligen (1923; Freiwillige aus Österreich-Ungarn)
- Arbeitsverdienststern (1923)
- Lufttapferkeitsmedaille (1927)
- Erinnerungsmedaille für Luftfahrtunternehmungen
- Verdienstmedaille für Militär-Kaplane
- Ehrenabzeichen für im Dienst Verletzte (1934)
- Ehrenabzeichen für Kriegsverletzte (1934)
- Medaille für Verdienste um die Jugendorganisation „Balilla“
- Medaille für Verdienste um die weibliche Jugendorganisation „Piccole e Giovani Italiani“
- Medaille für Verdienste um die Nationale Feierabendwerk „Dopolavoro“
- Gedenkmedaille um die Feldzüge in Ostafrika (1936)
- Verdienstmedaille für die Freiwilligen des Italienisch-Äthiopischen Krieges 1935–1936 (1939)
- Verdienstmedaille für die Freiwilligen des spanischen Bürgerkrieges (1939)
- Medaille für die Freiwilligen des Feldzuges in Spanien (1940)
- Einheitsgedenkmedaille 1848–1922 (1940)
- Medaille für den italienisch-deutschen Feldzug in Afrika (1942)
- Panzervernichtungsabzeichen (1943)

## Auszeichnungen der ehemaligen Staaten in Italien
Neben dem Königreich Sardinien verliehen bis zur Einigung Italiens folgende Staaten eigene Orden:

### Königreich Beider Sizilien

Großes Wappen des Königreichs Beider Sizilien, von heraldisch rechts nach links mit den Collanen der bourbonischen Haus- und Verdienstorden:
Orden vom Heiligen Geist (Hausorden der französischen Bourbonen)
Orden des heiligen Ferdinand und des Verdienstes
Januariusorden
Orden vom Goldenen Vlies (spanischer Ordenszweig)
Konstantinorden
Orden Karls III. (Verdienstorden der spanischen Bourbonen)

Das Königreich beider Sizilien bestand von 1816 bis 1861 unter dem Königshaus Bourbon-Sizilien. Davor wurden das Königreich Neapel und das Königreich Sizilien in Personalunion regiert.
- Januariusorden (1738)
- Konstantinischer Ritterorden vom Heiligen Georg (1573/1735)
- Orden des heiligen Ferdinand und des Verdienstes (1800)
- Orden von St. Georg der Wiedervereinigung (1819)
- Orden Franz I. (1829)

### Napoleonisches Königreich Italien
Das napoleonische Königreich Italien bestand von 1805 bis 1814. Einziger König war Napoleon Bonaparte.
- Orden der Eisernen Krone (1805)

### Napoleonisches Königreich Neapel
Das napoleonische Königreich Neapel bestand von 1806 bis 1816 unter Joseph Bonaparte und Joachim Murat.
- Orden beider Sizilien (1808)

### Königreich Lombardo-Venetien
Das Königreich Lombardo-Venetien bestand von 1815 bis 1859 (Venetien bis 1866) und umfasste im Wesentlichen das ehemalige Herzogtum Mailand und die ehemalige Republik Venedig. König war in Personalunion der Kaiser von Österreich, weswegen das Land zu dessen Kaisertum gehörte. Es ist hier nur aus geographischen Gründen genannt. Für die Orden und Ehrenzeichen in diesem Königreich sowie in den Gebieten Österreich-Ungarns, die 1919 Italien zugesprochen wurden, siehe Liste der österreichischen Orden und Ehrenzeichen.

### Kirchenstaat
Im Kirchenstaat, der große Teile Mittelitaliens umfasste, war der Papst weltlicher Herrscher. Er bestand bis 1871.
- Christusorden (1319)
- Orden vom Goldenen Sporn (1539)
- Gregoriusorden (1831)
- Silvesterorden (1841)
- Piusorden (1847)

siehe auch: Päpstliche Orden und Ehrenzeichen

### Großherzogtum Toskana

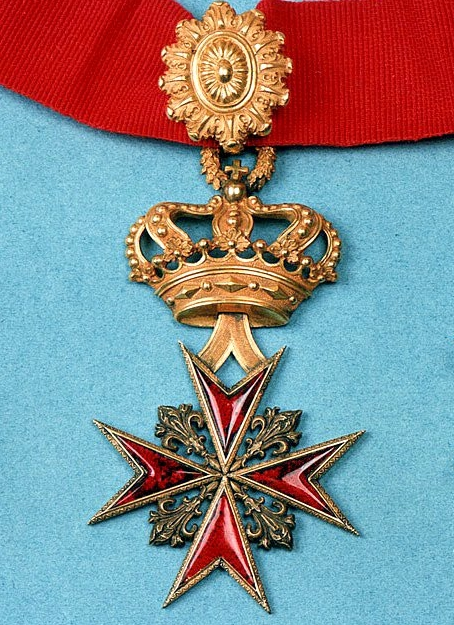
St.-Stephans-Orden

Das Großherzogtum Toskana bestand bis 1861.
- Stephansorden
- Orden des heiligen Joseph
- Militär-Verdienst-Orden
- Zivilverdienstorden
- Orden des weißen Kreuzes (1814)

### Republik Venedig
Die Republik Venedig bestand bis 1797.
- Ritterorden von San Marco
- Orden der goldenen Stola

### Republik Genua
Die Republik Genua bestand bis 1797.
- Ritterorden vom Heiligen Georg (1452)

### Herzogtum Lucca
- Verdienstorden des Heiligen Ludwig (1836–1847)
- Medaille für lange Militärdienstzeit (1833)
- Militärverdienstorden vom Heiligen Georg (Lucca) (1833)

### Herzogtum Mantua
- Orden des Erlösers (1608)
- Militärorden der Verkündung (1617)
- Militärmedaille für Treue (1831)
- Maria-Elisa-Damenorden (1843)
- Dienstzeichen für Soldaten (1843)
- Offiziersdienstzeichen (1852)
- Militärverdienstmedaille (1852)
- Verdienstorden des Herzog Alexanders (1866)

### Herzogtum Modena
- Orden des Adlers von Este (1855)

### Herzogtum Parma
- Konstantinischer Orden vom Heiligen Georg
- Verdienstorden des Heiligen Ludwig